# 나봇

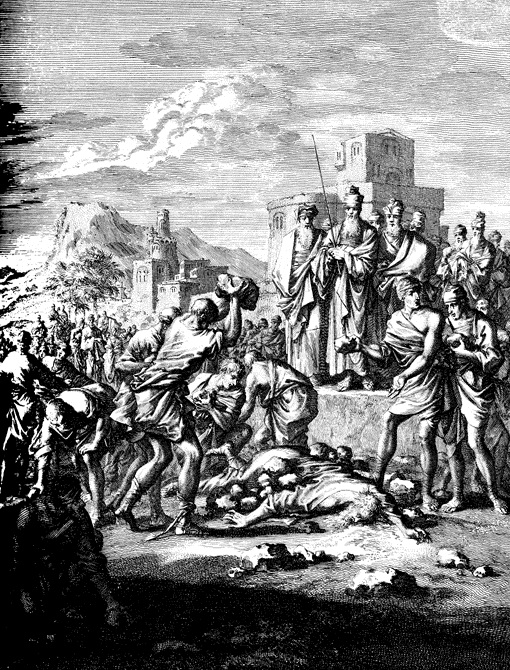
나봇의 죽음을 그린 구리 조각판 (Caspar Luiken, 1712년)

나봇(Naboth, 히브리어: נבות)은 이스르엘의 시민이었다. 히브리어 성경 열왕기에 따르면 그는 이스라엘 여왕 이세벨에 의해 처형되어 그녀의 남편 아합이 그의 포도원을 차지하게 되었다.

## 이야기
열왕기상 21:1-16에 따르면 나봇은 이스르엘에 있는 아합의 궁전 근처에 포도원을 소유하고 있었다. 아합은 나봇에게 포도원을 사서 채소밭(약초) 밭으로 사용할 수 있는지 물었다. 나봇은 그 땅이 조상의 상속지였기 때문에 거절했다. 어떤 사람들은 나봇이 땅을 영구적으로 파는 것을 금지한 모세 율법에 불순종할까봐 두려워했다는 이론도 있다.
이세벨은 아합의 이름으로 이스르엘의 장로들과 귀족들에게 편지를 써서 문제를 해결했다. 그 편지에서 장로들과 귀인들은 종교적 금식을 조직하고 나봇을 높이고 두 증인을 불러내어 나봇이 하나님과 왕을 저주했다고 (거짓) 고발하라는 지시를 받았다. 그 후에 그들은 성 밖에서 나봇을 돌로 쳐 죽여야 했다. 평론가들은 이러한 지시 사항이 대중이 범죄 행위를 의심하지 않도록 하기 위해 형사 사법에 관한 성서적 지침을 고의적으로 고수했다는 점을 지적한다. 즉, 이세벨은 두 증인을 "벨릴랄의 아들들"이라고 명시적으로 부르는데, 이는 돈을 받기 위해 무엇이든 하려는 의지를 설명하는 것일 수 있다.
음모는 성공했고, 나봇의 시체는 길 잃은 개들이 핥았다.
에밀 G. 허쉬(Emil G. Hirsch)는 "열왕기하 9장 26절을 보면 나봇의 아들들이 그들의 아버지와 함께 멸망한 것으로 보이며, 아마도 그들이 포도원을 상속 재산으로 차지하지 못하도록 하기 위해 이세벨의 명령에 의해 곧 죽임을 당했을 것이다."라고 지적한다. 처형은 또한 이세벨이 영감을 받았을 가능성이 가장 높은 여호수아서에 기록된 대로 아간 가족의 처형에 대한 선례가 있었다. 나봇과 그의 아들들이 처형된 후, 이세벨은 아합에게 포도원을 차지할 수 있다고 말했다.
요하네스 페데르센(Johannes Pedersen)은 "이 이야기는 왕이 가족의 소유권을 존중할 의무가 있다는 것을 우리에게 가르친다..."라고 말했다. 랍비 문헌에 따르면 나봇의 영혼은 아합을 속여 죽도록 허용된 거짓말하는 영이었다. 나봇의 죽음은 예후가 화살로 아합의 아들 여호람의 등을 치명상으로 쏘고 그의 몸을 나봇의 이전 포도원에 던진 후에 더욱 복수되었다. 이세벨은 개들에게 시신이 먹히는 바람에 건물에서 쫓겨난 후에도 비슷한 운명을 맞이했다. 성경에 따르면, 이 모든 것은 나봇의 처형을 맹렬하게 비난한 선지자 엘리야가 예언한 것이다.